# José Joaquín Arín Oyarzábal
José Joaquín Arín Oyarzábal (Villabona, 1875 - Oyarzun, 1936) fue un sacerdote, cura ecónomo y arcipreste de Mondragón. Estudioso del Euskera, fue fusilado por las tropas sublevadas durante la guerra civil española.
Tras su formación en el seminario de Vitoria fue nombrado párroco de Arechavaleta y posteriormente párroco durante 25 años de San Juan de Mondragón. 

## Su labor en favor del euskera
Asesor del obispo de Vitoria, Mateo Múgica, apoyó la preservación y difusión de la cultura vasca al prestar los bajos de la Casa Cural para la creación de la primera ikastola de Mondragón y la labor de los padres Guridi y Markiegi, en la investigación filológica del euskera y su docencia.

## Fusilamiento
Tras la ocupación de Guipúzcoa por las tropas del general Mola, fue denunciado, detenido y reducido a la prisión de Ondarreta (San Sebastián), de donde fue sacado poco tiempo después y fusilado sin formación de causa, en unión de los sacerdotes José Markiegi y Leonardo Guridi y del seglar Joseba Ceciaga, miembro del PNV. 
Los cuatro fueron fusilados la noche del 24 al 25 de octubre de 1936 a la entrada del cementerio de Oyarzun. Mientras subían al cementerio para ser ejecutados, cantaron el «Te Deum». Según Hugh Thomas, el obispo de Vitoria, Mateo Múgica, mencionó que "mejor habrían hecho Franco y sus soldados besando los pies de este venerable sacerdote que fusilándolo", señalando su notoria y reconocida piedad. 
- Datos: Q11685866